# 刘谦 (宋朝开封人)
刘谦，字汉宗，北宋开封府（今河南省开封市）人。
刘谦年轻时补卫士，历任捧日右厢都指挥使，领嘉州团练使兼京城巡检。累迁博州团练使、环庆路马步军总管兼知邠州，刘谦不读书，但断讼曲直，处理得当。夏竦上奏请升任他为泾原路总管，率兵至镇戎军平乱。以功擢升为龙神卫四厢都指挥使、象州防御使。暴病而亡，赠永清军节度观察留后。